# Хай-дайвінг на Чемпіонаті світу з водних видів спорту 2017
Змагання з хай-дайвінгу на Чемпіонаті світу з водних видів спорту 2017 тривали з 28 до 30 липня в Будапешті (Угорщина).

## Розклад змагань
Розіграно два комплекти нагород.
Для всіх змагань вказано місцевий час (UTC+2).
| Дата          | Час   | Дисципліна          |
| ------------- | ----- | ------------------- |
| 28 липня 2017 | 12:30 | Жінки раунд 1       |
| 28 липня 2017 | 14:00 | Чоловіки раунди 1–2 |
| 29 липня 2017 | 12:15 | Жінки раунди 2–4    |
| 30 липня 2017 | 12:00 | Чоловіки раунди 3–4 |

## Медалі

### Таблиця медалей
| Місце               | Країна              | Золото | Срібло | Бронза | Загалом |
| ------------------- | ------------------- | ------ | ------ | ------ | ------- |
| 1                   | Австралія           | 1      | 0      | 0      | 1       |
| 1                   | США                 | 1      | 0      | 0      | 1       |
| 3                   | Мексика             | 0      | 1      | 0      | 1       |
| 3                   | Чехія               | 0      | 1      | 0      | 1       |
| 5                   | Італія              | 0      | 0      | 1      | 1       |
| 5                   | Білорусь            | 0      | 0      | 1      | 1       |
| Загалом (6 збірних) | Загалом (6 збірних) | 2      | 2      | 2      | 6       |

### Медалі за дисциплінами
| Дисципліна | Золото                     | Золото | Срібло                    | Срібло | Бронза                      | Бронза |
| ---------- | -------------------------- | ------ | ------------------------- | ------ | --------------------------- | ------ |
| Чоловіки   | Стів Лебу · США            | 397.15 | Міхал Навратіл · Чехія    | 390.90 | Алессандро Де Росе · Італія | 379.65 |
| Жінки      | Ріанна Іффланд · Австралія | 320.70 | Адріана Хіменес · Мексика | 308.90 | Яна Нестряєва · Білорусь    | 303.95 |